# Jakub Mareš
Jakub Mareš (Teplice, 26 gennaio 1987) è un calciatore ceco, centrocampista dell'Ústí nad Labem.

## Caratteristiche tecniche
È un trequartista.

## Palmarès

### Club

#### Competizioni nazionali
- Coppa della Repubblica Ceca: 1

Teplice: 2008-2009